# Шап (Франция)
Шап (на френски: Chappes) е село в североизточна Франция, част от департамента Арден на регион Гранд Ест. Населението му е около 96 души (2013).
Разположено е на 102 метра надморска височина в Парижкия басейн, на 14 километра северозападно от Ретел и на 37 километра югозападно от Шарлевил-Мезиер.

## Известни личности
Родени в Шап
- Марсел Камю (1912-1982), режисьор